# Alte Kornbrennerei (Sundern)

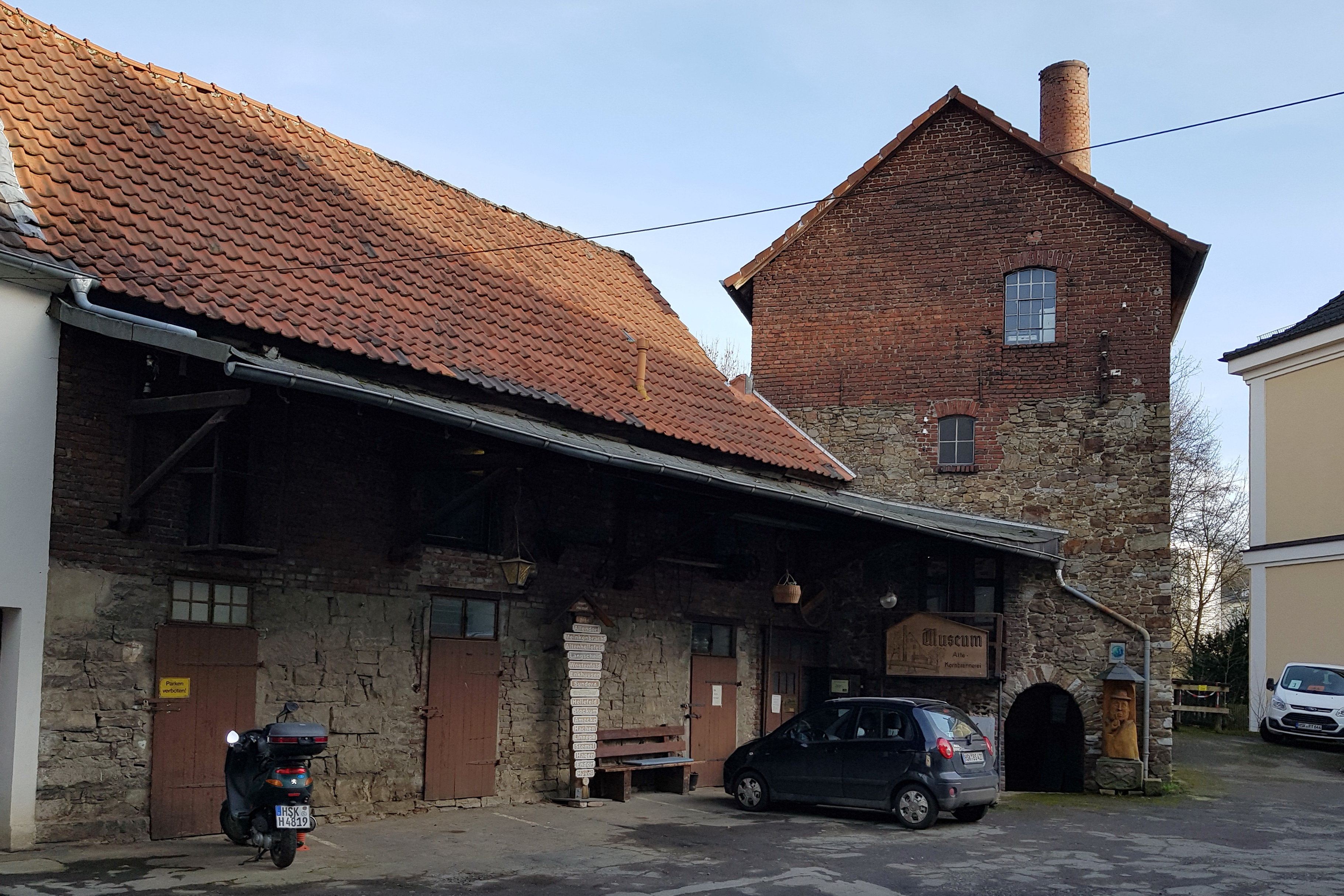
Gebäude der ehemaligen Kornbrennerei Kleinsorge

Die Alte Kornbrennerei ist ein denkmalgeschütztes Gebäude im Zentrum der Stadt Sundern (Sauerland). Sie beherbergt das Heimatmuseum „Alte Kornbrennerei“.

## Geschichte
Das Anwesen geht auf einen spätmittelalterlichen Wehrturm aus der Zeit um 1500 zurück, auf dessen Grundmauern das Gebäude errichtet wurde. 1632 wird bei der Umschreibung des Eigentums auf den Kapitänleutnant Ludwig Kleinsorge das Anwesen erstmals urkundlich erwähnt. Laut Unterlagen des Stadtarchivs wurde 1844 eine Nutzung des Gebäudes als Maschinenhaus genehmigt. 1856 wurden ein Stall und ein Wohntrakt angebaut, 1900/1901 das zum Fluss Röhr hin gelegene Kesselhaus. Nach dem Anbau von Stall und Wohntrakt wurde ab 1856 Kornbrand aufgrund eines landwirtschaftlichen Kornbrennrechts gebrannt. 1882 wurde die Brennerei als Gewerbe angemeldet. 1909 folgte die Errichtung des hohen Schornsteines. Der Betrieb der Kornbrennerei wurde Ende der 1960er-Jahre eingestellt.

## Museum

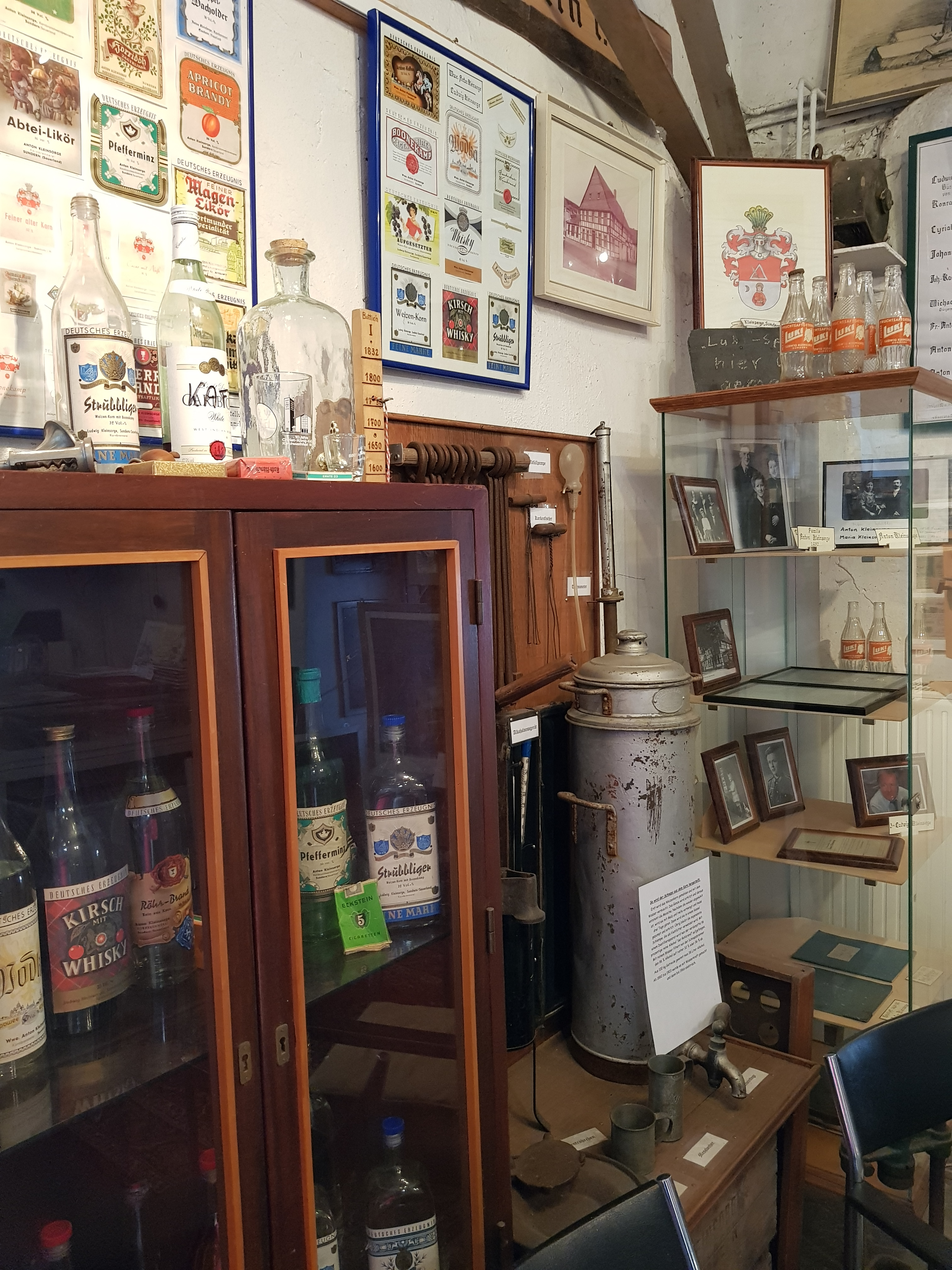
Exponate aus der Kornbrennerei Kleinsorge

Das in der alten Kornbrennerei eingerichtete Museum wird von dem im Januar 1989 gegründeten Verein zur Förderung eines Heimatmuseums in Sundern e. V. betrieben. Dessen Zweck ist es, insbesondere die Handwerks-, Industrie- und Wirtschaftsgeschichte des Ortes zu bewahren. Es werden unter anderem historische Objekte, Fotos und Dokumente ehemaliger Unternehmen aus Sundern und der näheren Umgebung ausgestellt. In einem abgetrennten, von außen begehbaren Raum im Erdgeschoss wurde ein kleines Bergbaumuseum eingerichtet. Das Museum ist an zwei Wochentagen für Besucher geöffnet. In unregelmäßigen Abständen finden Kunstausstellungen, Lesungen und andere Sonderveranstaltungen statt.